# Фролов, Козьма Дмитриевич
Козьма́ Дмитриевич Фроло́в (29 июня (10 июля) 1726, Полевской завод — 9 (21) марта 1800, Барнаул) — русский горный инженер, изобретатель-механик, гидротехник.

## Биография
Родился 29 июня (10 июля) 1726 года в Полевском заводе, на Урале, в семье мастерового.
В 1744 году окончил горнозаводскую школу в Екатеринбурге. Службу начал на Березовских золотых промыслах «горным учеником». Впоследствии работал рудокопом, писарем, строителем конных водоподъемников для откачки воды из шахт.
В 1758 году получил звание штейгера (горного техника) и направлен на Воицкий рудник, (Надвоицы) для налаживания работ по промывке золота.
С 1759 года — руководитель работ по добыче золота на Березовском руднике.
В 1762 году возглавил все золотые промыслы Урала.
В 1763 году, по настоянию начальника Колывано-Воскресенских заводов А. И. Порошина, переведен на Алтай для механизации Змеиногорского рудника.
В 1790 году назначен руководителем работ на всех рудниках Алтая.
В 1798 году вышел в отставку по состоянию здоровья в чине берггауптмана (полковника горной службы). Остался членом Горного совета алтайских рудников.

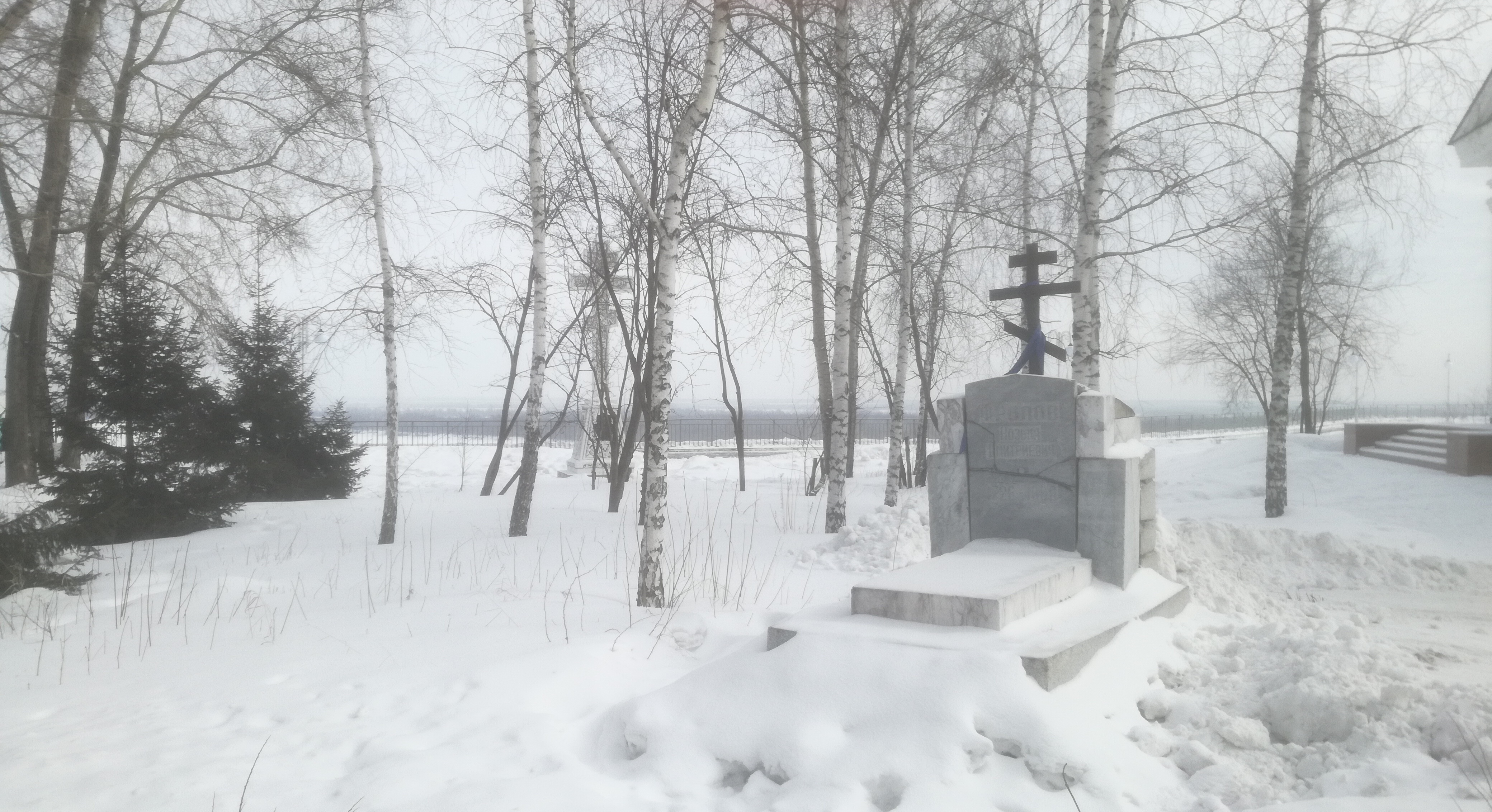
Могила Фролова

Скончался 9 (21) марта 1800 года, во время приезда в Барнаул на очередное заседание Горного совета. Похоронен на Нагорном кладбище в Барнауле.

## Интересные факты
Является прапрадедушкой по материнской линии Надежды Крупской, супруги В.И.Ленина.

## Изобретения
- В 1760 году на Березовском руднике изобрел золотопромывочную машину (самую производительную в то время).

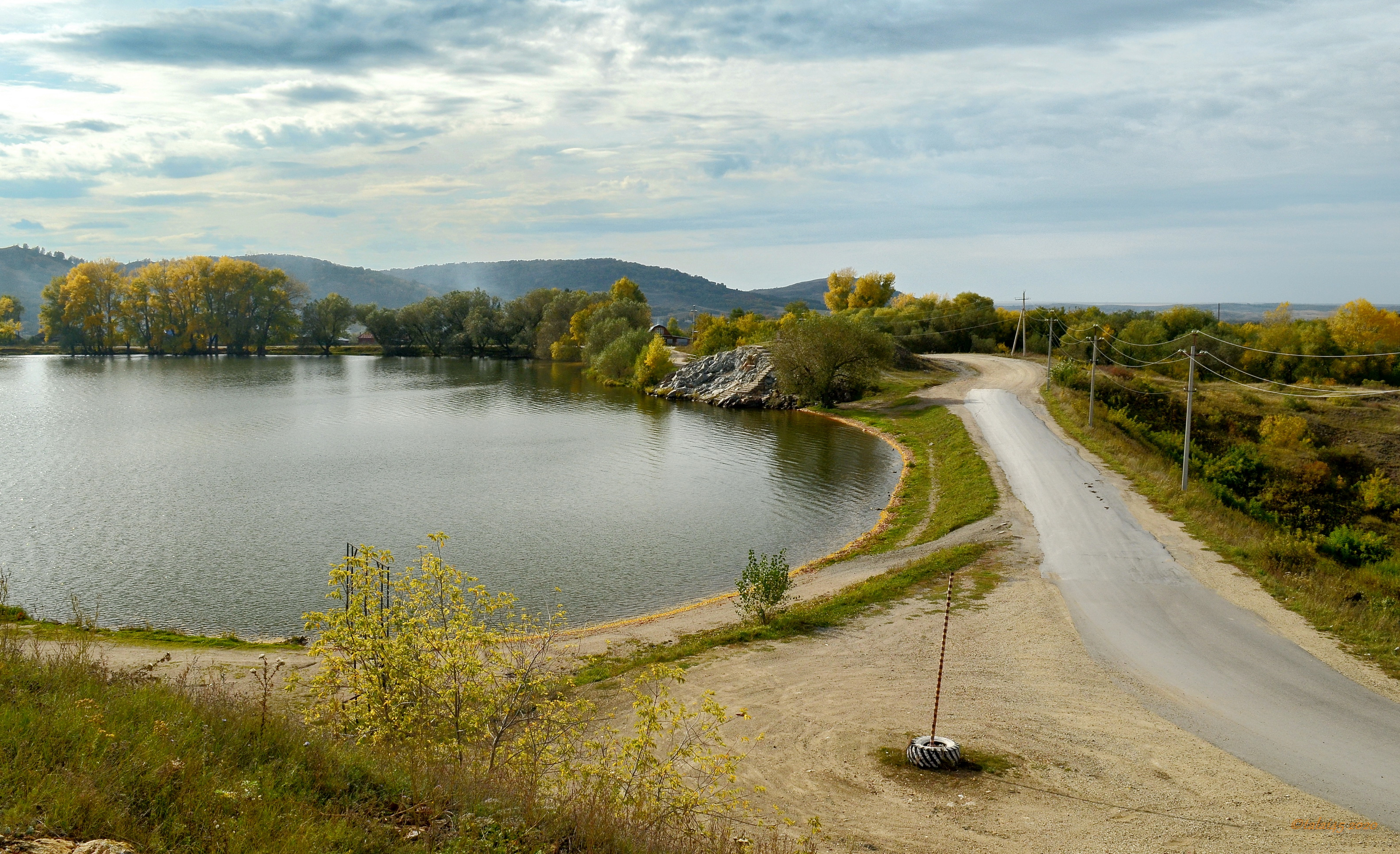
Плотина в Змеиногорске

- В 1763—1770 годах на Змеиногорском руднике построил 4 похверка[2], разместив их на одном деривационном канале и механизировав весь процесс толчения и промывки руды.
- В 1783 году на Вознесенской шахте построил подземную деривационную установку со «слоновым» колесом диаметром 18 метров, способным поднимать воду с глубины 63 метра. Один из современников назвал это невиданное в мире сооружение «самым отважнейшим мероприятием».
- В 1787 году на той же Вознесенской шахте установил по собственному проекту оригинальный рудоподъемник «патерностер».

## Память
Его сын Пётр Козьмич Фролов  поставил на могиле отца памятник из серого гранита с двумя чугунными досками. На доске с южной стороны было написано: «Здесь погребён берггауптман и кавалер Козьма Дмитриевич Фролов, родившийся 29 июня 1728 года и скончавшийся 9 марта 1800 года». Надпись на доске с северной стороны гласила: «Не вечно всё! Прохожий сам тому свидетель. Нетленны лишь одни заслуги, добродетель. В знак сыновнего почтения соорудил сей памятник бергмейстер Фролов 1800 года».